# 0736
0736 è il prefisso telefonico del distretto di Ascoli Piceno, appartenente al compartimento di Ancona.
Il distretto comprende la parte occidentale della provincia di Ascoli Piceno, inclusi i comuni di Amandola e Montefortino (FM). Confina con i distretti di Macerata (0733) e di Fermo (0734) a nord, di San Benedetto del Tronto (0735) a est, di Teramo (0861) e di Rieti (0746) a sud, di Spoleto (0743) e di Camerino (0737) a ovest.

## Aree locali e comuni
Il distretto di Ascoli Piceno comprende 24 comuni suddivisi nelle 2 aree locali di Ascoli Piceno (ex settori di Acquasanta Terme e Ascoli Piceno) e Castel di Lama (ex settori di Castel di Lama, Castignano e Comunanza), e nelle 7 reti urbane di Acquasanta Terme, Ascoli Piceno, Castel di Lama, Castignano, Comunanza, Force e Rotella. I comuni compresi nel distretto sono: Amandola (FM), Appignano del Tronto, Acquasanta Terme, Arquata del Tronto, Ascoli Piceno, Castel di Lama, Castignano, Castorano, Colli del Tronto, Comunanza, Folignano, Force, Maltignano, Montalto delle Marche, Montedinove, Montefortino (FM), Montegallo, Montemonaco, Offida, Palmiano, Roccafluvione, Rotella, Spinetoli, Venarotta .
AREE LOCALI E RETI URBANE
Area Locale di Ascoli Piceno
Comprende le Reti Urbane di Acquasanta Terme, Ascoli Piceno, Force e Rotella.
Rete Urbana di Acquasanta Terme
Comprende i Comuni di Acquasanta Terme, Arquata del Tronto e Montegallo.
Rete Urbana di Ascoli Piceno
Comprende i Comuni di Ascoli Piceno, Folignano, Maltignano, Palmiano, Roccafluvione e Venarotta.
Rete Urbana di Force
Comprende il solo Comune di Force.
Rete Urbana di Rotella
Comprende il solo Comune di Rotella.
Area Locale di Castel di Lama
Comprende le Reti Urbane di Castel di Lama, Castignano e Comunanza.
Rete Urbana di Castel di Lama
Comprende i Comuni di Appignano del Tronto, Castel di Lama, Castorano, Colli del Tronto, Offida e Spinetoli.
Rete Urbana di Castignano
Comprende i Comuni di Castignano, Montalto delle Marche e Montedinove.
Rete Urbana di Comunanza
Comprende i Comuni di Amandola (FM), Comunanza, Montefortino (FM) e Montemonaco.